# Adam Ross (Schriftsteller)
Adam Thayer Ross (* 15. Februar 1967 in New York City) ist ein amerikanischer Journalist und Schriftsteller.

## Leben
Ross besuchte in Manhattan die New Yorker Trinity School und war in der Schulzeit bester Ringer im Staat New York. Als Kinderdarsteller war er in Spielfilmen, Werbespots und Fernsehsendungen zu sehen. Seine Stimme war außerdem in mehreren Radiosendungen zu hören.
Ross schloss mit Auszeichnung in der Fakultät für Englische Sprache am Vassar College ab. Danach ging er zur Hollins University in Virginia und schloss mit dem M.A. ab. An der Washington University erhielt er den M.F.A.
1995 zogen Ross und seine Frau nach Nashville in Tennessee, wo sie heute (2011) noch mit ihren zwei Töchtern leben. In den Jahren von 1999 bis 2003 war Ross bei der alternativen Wochenschrift der Stadt, der Nashville Scene. Seine Kolumne Mondo Nashville befasste sich mit den lokalen Berühmtheiten und Verhältnissen. So recherchierte er über den König der lokalen Pornoszene, Al Woods, über die Probleme bei den Rassenbeziehungen und interviewte den Filmstar aus der Stadt Reese Witherspoon. Des Weiteren schrieb er Buch- und Filmkritiken, die in der Nashville Scene, NFocus, P. O. V. und Jungle Law erschienen. Seine ersten Erzählungen erschienen in The Carolina Quarterly.

## Werk
- mr. Peanut. Alfred A. Knopf, New York City 2010, ISBN 978-0-307-27070-2.
  - Mister Peanut. Piper, München 2011, ISBN 978-3-492-05292-4.
- Ladies and Gentlemen. Alfred A. Knopf, New York 2011, ISBN 978-0-307-27071-9.
  - Ladies and Gentlemen. Erzählungen. Piper, München / Zürich 2012, ISBN 978-3-492-05291-7.
- Playworld. Alfred A. Knopf, New York 2025, ISBN 978-0-385-35129-4.